# Der Tod und das Mädchen (1994)
Der Tod und das Mädchen ist ein Rape-and-Revenge-Drama von Roman Polański, nach dem gleichnamigen Theaterstück von Ariel Dorfman. Der Titel spielt außerdem auf das seit dem 15. Jahrhundert bekannte Motiv Der Tod und das Mädchen, sowie das damit verbundene gleichnamige dramatische Streichquartett von Franz Schubert an.
Kammerspielartig wird in dem Psychothriller die Frage nach Schuld und Sühne gestellt, indem ein ehemaliges Folteropfer, gespielt von Sigourney Weaver, auf ihren ehemaligen Peiniger trifft, der von Ben Kingsley verkörpert wird.

## Handlung
Fünfzehn Jahre nach dem Ende von einer nicht näher benannten Militärdiktatur ist der Rechtsanwalt Gerardo Escobar als ehemaliger Oppositionsaktivist nun Vorsitzender des Komitees zur Aufklärung von Menschenrechtsverletzungen zu Zeiten der Militärjunta. In einem einsamen Haus an der Küste lebt er allein mit seiner Frau, die ebenfalls im Widerstand aktiv war. Eines Nachts, während eines Sturmes, ist er auf die Hilfe eines Mannes aus seiner Nachbarschaft angewiesen, der ihn nach einer Autopanne während des Unwetters nach Hause fährt. Escobar bittet den Mann noch auf ein Getränk zu sich herein. Die Männer trinken Alkohol und der Anwalt versteht sich anfangs gut mit dem Arzt Dr. Roberto Miranda, den seine Frau Paulina jedoch aus der Zeit der Diktatur zu erkennen glaubt. Als ehemalige Oppositionelle wurde sie, mit verbundenen Augen,  gefoltert und vergewaltigt, während dabei Franz Schuberts Streichquartett Der Tod und das Mädchen lief.
Da sie Miranda an der Stimme erkennt und ihn für den Täter hält, ist sie entschlossen ihn nicht gehen zu lassen, bevor er nicht gestanden hat. Während ihr Mann noch nicht sicher ist, ob er seine Frau aufhalten oder sie unterstützen soll, fesselt sie Dr. Miranda und bedroht ihn mit einer Waffe. Paulina greift zur Selbstjustiz, wobei sie bei ihrem Gast (frei nach dem Auge für Auge-Prinzip) dieselben Foltermethoden anwendet, mit denen ihr Peiniger sie damals gequält hat. Dabei demütigt sie ihn unter anderem, indem sie seinen Toilettengang im Laufe der Nacht überwacht. Ihr Mann hat sich mittlerweile dazu entschlossen, seine Frau zu unterstützen, auch wenn er zunächst rechtliche Bedenken hatte. Doch bei Tagesanbruch gelingt es Miranda ein Alibi zu produzieren, indem er Gerardo telefonisch bestätigen lässt, dass er zur fraglichen Zeit nicht in Südamerika war, sondern angeblich in einer Klinik in Spanien gearbeitet hat. Paulina ist jedoch überzeugt, dass es sich um den Peiniger aus ihrer Erinnerung handelt und droht ihm mit dem Tod.
Als sie ihn von einer Klippe hinunterstoßen will, gesteht er schließlich, dass er ihr Peiniger war. Er gibt zu, dass er die Vergewaltigungen mit Genuss durchgeführt hat und nichts bereut. Gerardo will Miranda von der Klippe stoßen, schafft es aber nicht; Paulina löst Mirandas Fesseln und geht weg.
Sowohl am Anfang wie auch am Ende des Films sitzen Paulina und Gerardo in einem Konzertsaal und lauschen dem Streichquartett Schuberts. Mirandas Blicke, der in einer seitlichen Loge sitzt, kreuzen sich mit denen von Paulina.

## Kritiken
Im Internet wie auch in Fernsehzeitschriften wird der Film durchweg als meisterhaft inszeniert und emotional packend bewertet. Auf Rotten Tomatoes überzeugte er 82 Prozent der 51 Kritiker und hatte zu 82 Prozent positive Rückmeldungen vom Publikum (bei über 5.000 Votings, Stand: Januar 2024).

„Ein nach einem Kammerspiel spannend inszenierter Psychothriller mit großartiger Besetzung und glänzenden Dialogen. Der Film vermittelt ein konkretes, eindringliches Bild von den unendlichen Qualen der (meist auch sexuell) misshandelten Opfer und der unauffälligen „Beschaffenheit“ des Tätertyps und verdichtet sich zudem zur Auseinandersetzung mit Rache und (möglicher) Vergebung.. Sehenswert.“

„Schuld, Sühne und die Langzeitfolgen der Diktatur sind die Themen, mit denen sich Ariel Dorfmans Kammerspiel auseinandersetzt. Meisterregisseur Polanski adaptiert das Theaterstück als intensiven Thriller. Die drei Hauptfiguren stehen symbolisch für Opfer, Täter und Anwalt im Prozess der Vergeltung unter dem Mantel Wahrheitsfindung. Auf dem Spiel steht dabei nichts Geringeres als Mirandas Leben und Paulinas Seele. Weaver und Kingsley – in seiner ersten Rolle nach „Schindlers Liste“ – brillieren mit der Darstellung von Opfer und Täter, deren Rollen vertauscht wurden… oder auch nicht.“

„Roman Polanski drehte ein intensiv gespieltes Psychodrama, dem allerdings in Folge der kammerspielartigen Inszenierung allzu deutlich anzumerken ist, dass es sich um die Verfilmung eines Theaterstückes von Ariel Dorfmann handelt. Dennoch gelang Polanski ein emotional ungemein packendes Werk um Schuld, Leid und Rache.“

Die Deutsche Film- und Medienbewertung FBW in Wiesbaden verlieh dem Film das Prädikat besonders wertvoll.

## Hintergrund
In Südamerika wurden in den 1970er und 1980er Jahren fast alle Staaten längere Zeit von politisch rechtsgerichteten, von den Vereinigten Staaten unterstützten Militärdiktaturen beherrscht. Diese unterdrückten fast durchweg mit Gewalt die meist links stehende Opposition. Ein verbreitetes Mittel dazu war die heimliche Entführung (Verschwindenlassen) von missliebigen Personen durch anonym bleibende Mitglieder von Sicherheitskräften. Die Opfer wurden während der Haft in Geheimgefängnissen meist grausam gefoltert und erniedrigt, oftmals auch sexuell, und in sehr vielen Fällen anschließend ermordet. Allein während der Militärdiktatur in Argentinien von 1976 bis 1983 verschwanden auf diese Weise bis zu 30.000 Menschen spurlos. In ganz Lateinamerika wird mit 50.000 Ermordeten, 35.000 Verschwundenen und 400.000 Gefangenen gerechnet. Nach dem Übergang der Staaten zur Demokratie, meist in den 1980er und 1990er Jahren, wurde die Strafverfolgung solcher Verbrechen in vielen Ländern durch generelle Amnestiegesetze für die Täter jahrelang verhindert. Zur Zeit der Entstehung des Films Anfang der 1990er Jahre schien es deshalb noch in vielen Ländern, als ob die Täter völlig straflos davonkommen würden. Die Amnestien wurden im späten 20. und frühen 21. Jahrhundert jedoch in mehreren Ländern rückwirkend aufgehoben, so dass zahlreiche ehemalige Diktatoren und Folterer mittlerweile bestraft wurden oder noch vor Gericht stehen.

## Synchronisation
Die deutsche Synchronisation entstand im Auftrag der Hermes Synchron in Potsdam, nach einem Dialogbuch von Beate Klöckner und unter der Dialogregie von Clemens Frohmann.
| Rolle               | Schauspieler     | Synchronsprecher   |
| ------------------- | ---------------- | ------------------ |
| Paulina Escobar     | Sigourney Weaver | Hallgerd Bruckhaus |
| Dr. Roberto Miranda | Ben Kingsley     | Peter Matic        |
| Gerardo Escobar     | Stuart Wilson    | Wolfgang Condrus   |